# Pachysentis procumbens
Espèce
Pachysentis procumbens est une espèce d'acanthocéphales de la famille des Oligacanthorhynchidae. C'est un parasite digestif de canidés d'Égypte.